# Казавчинські скелі
Казавчи́нські ске́лі — ландшафтний заказник місцевого значення в Україні. Розташований у межах Гайворонського району Кіровоградської області, на околиці села Казавчин.
Площа 55 га. Проголошено заповідною територією 22 лютого 2010 року. Перебуває у віданні Гайворонської районної державної адміністрації.
Є частиною гранітно-степового Побужжя. На гранітних крутосхилах зростають 17 видів рослин, занесених до Червоної Книги України, зокрема лікарські рослини — материнка і звіробій.

## Галерея

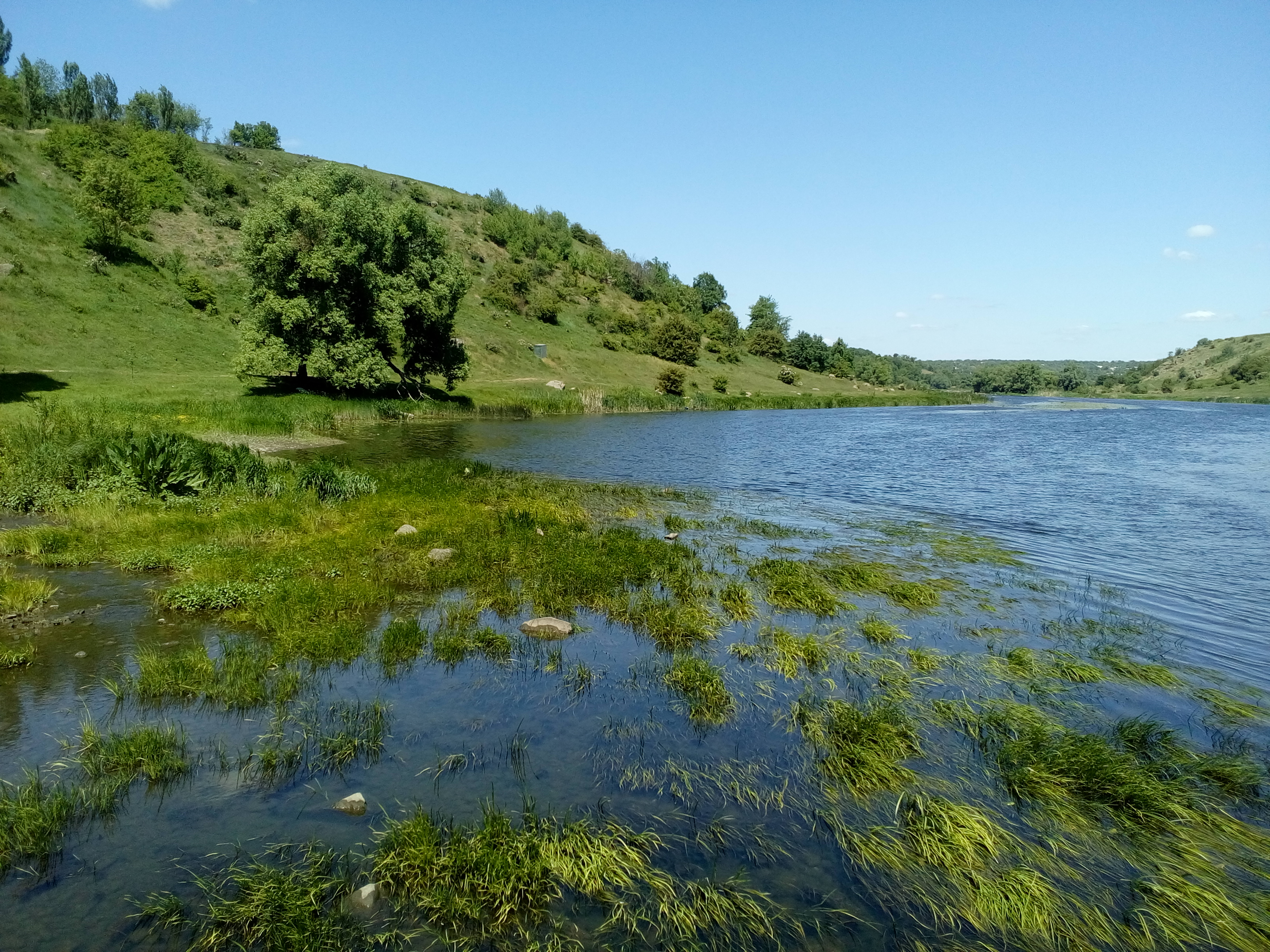
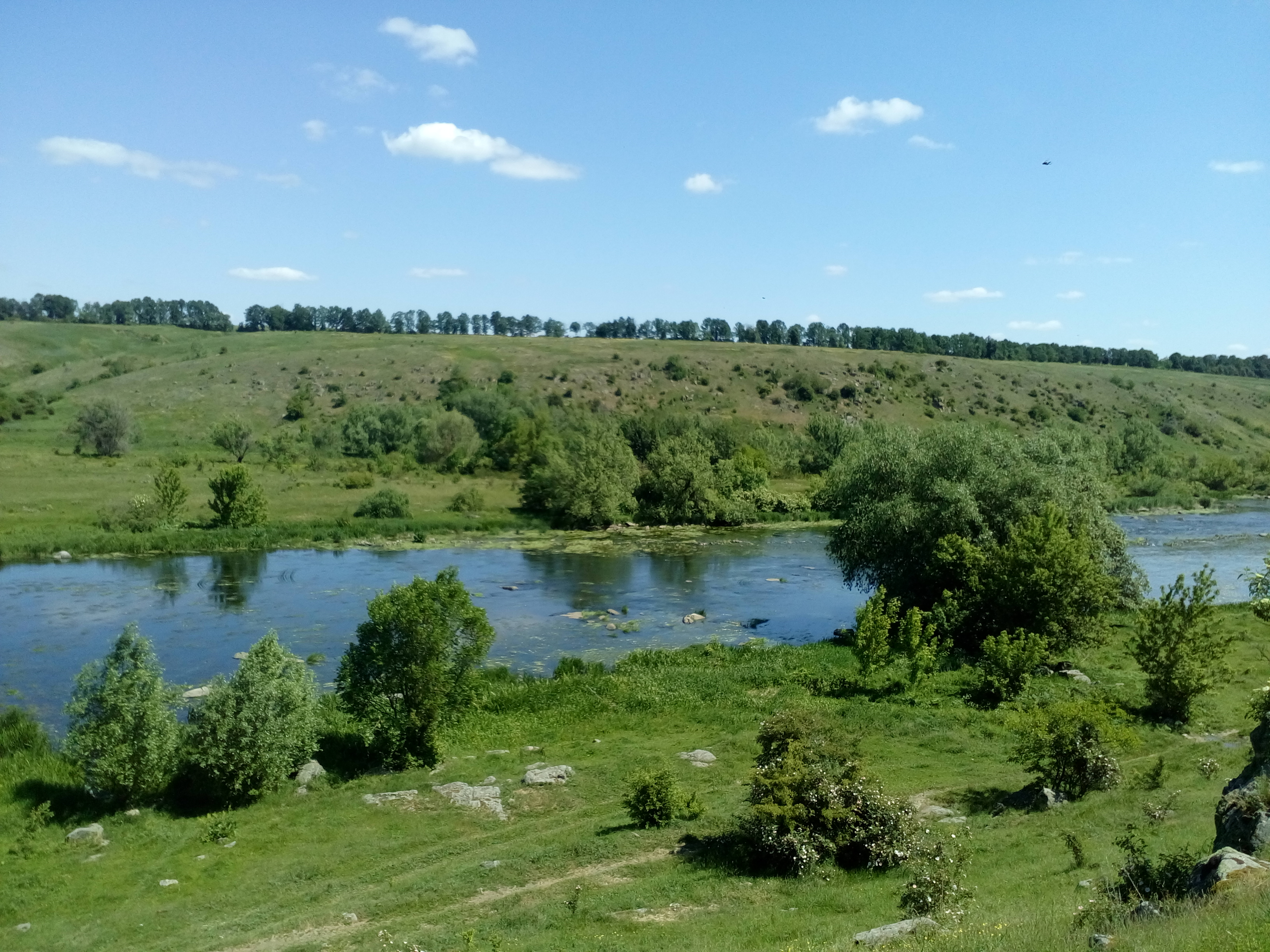
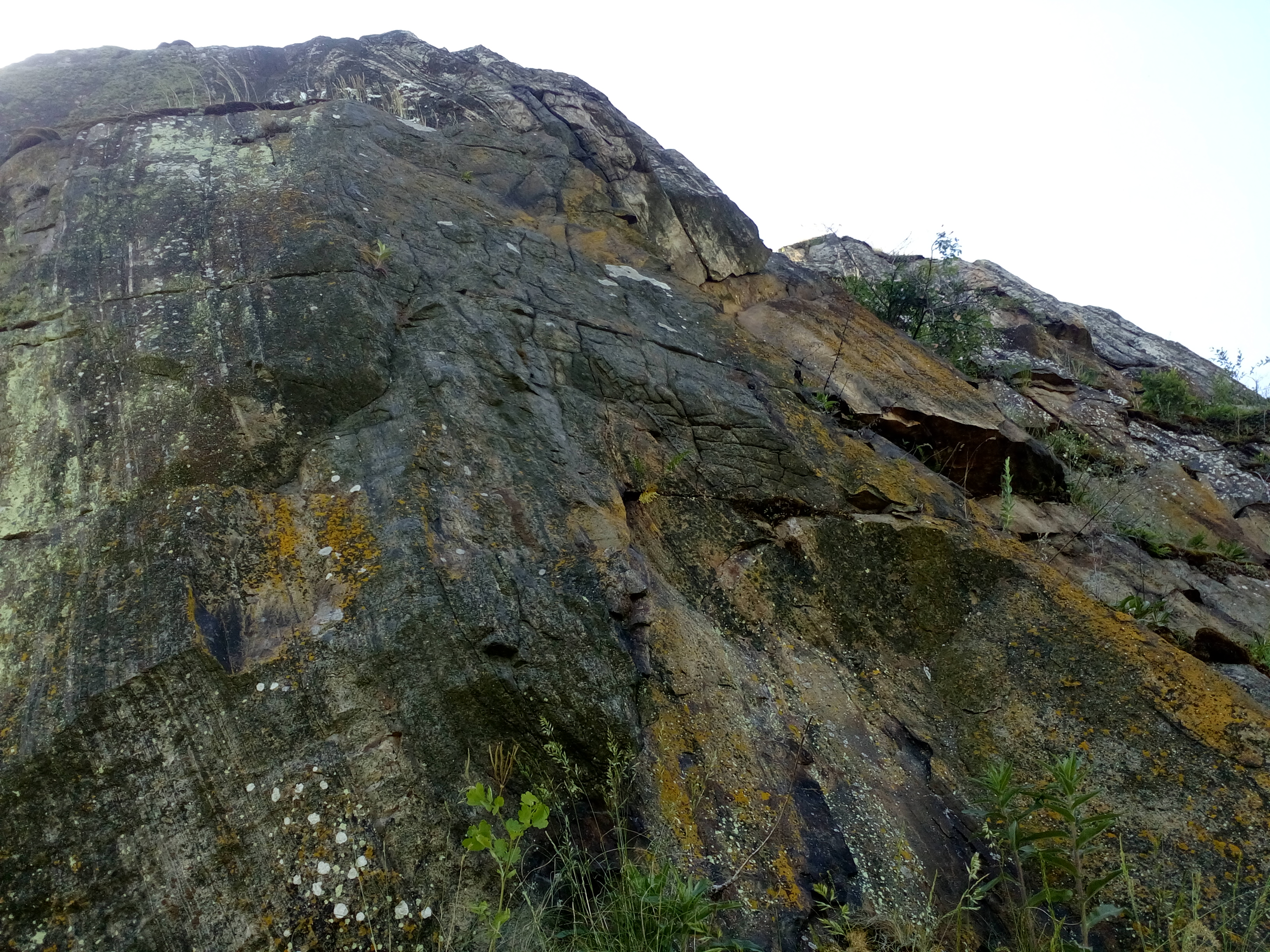